# Chionodes petalumensis
Chionodes petalumensis là một loài bướm đêm nhỏ thuộc họ Gelechiidae. Nó được tìm thấy ở California , và miền tây Bắc Mỹ. 
The Chionodes petalumensis caterpillars feed on sồi leaves, bao gồm those of the Garry Oak (Quercus garryana)  và Valley Oak (Quercus lobata), of the California cây sồi woodlands in the chaparral và woodlands ecoregion. .